# Камень (Опочинський повіт)
Камень (пол. Kamień) — село в Польщі, у гміні Славно Опочинського повіту Лодзинського воєводства.
Населення — 326 осіб (2011).
У 1975-1998 роках село належало до Пйотрковського воєводства.

## Демографія
Демографічна структура станом на 31 березня 2011 року:
|          | Загалом | Допрацездатний вік | Працездатний вік | Постпрацездатний вік |
| -------- | ------- | ------------------ | ---------------- | -------------------- |
| Чоловіки | 154     | 35                 | 101              | 18                   |
| Жінки    | 172     | 50                 | 91               | 31                   |
| Разом    | 326     | 85                 | 192              | 49                   |